# Psychomyia spurisi
Psychomyia spurisi är en nattsländeart som beskrevs av Schmid 1997. Psychomyia spurisi ingår i släktet Psychomyia och familjen tunnelnattsländor. Inga underarter finns listade i Catalogue of Life.